# San Mateo en Merulana (título cardenalicio)
San Mateo en Merulana fue un título cardenalicio de la Iglesia católica. Fue instaurado en 112 por el papa Alejandro I. El papa Gregorio I lo suprimió en el año 600, reemplazándolo por el de San Esteban en Monte Celio, pero fue restaurado por León X el 1 de julio de 1517 cuando aumentó el número de cardenales. El titular titular fue el cardenal Egidio da Viterbo, O.S.A. que lo pidió expresamente, puesto que la iglesia de San Mateo fue de los agustinos desde el siglo V. En 1776 el papa Pío VI dejó de asignarlo debido al deterioro de la iglesia. El 23 de diciembre de 1801 fue suprimido por el papa Pío VII que lo transfirió al de Santa María de la Victoria.

## Titulares
- Andrea (mencionado en 499)
- Título suprimido en 600
- Título restaurado en 1517
- Cristoforo Numai, O.F.M. (6 de julio de 1517 - 10 de julio de 1517)
- Egidio da Viterbo, O.E.S.A. (10 de julio de 1517 - 9 de mayo de 1530)
- Vacante (1530 - 1537)
- Charles de Hémard de Denonville (15 de enero de 1537 - 23 de agosto de 1540)
- Vacante (1540 - 1546)
- Bartolomé de la Cueva y Toledo (5 de mayo de 1546 - 4 de diciembre de 1551)
- Girolamo Dandini (4 de diciembre de 1551 - 25 de octubre de 1555)
- Gianbernardino Scotti, C.R. (13 de enero de 1556 - 11 de diciembre de 1568)
- Jérôme Souchier, O.Cist. (24 de enero de 1569 - 10 de noviembre de 1571)
- Vacante (1571 - 1586)
- Decio Azzolini (15 de enero de 1586 - 9 de octubre de 1587)
- Giovanni Evangelista Pallotta (15 de enero de 1588 - 16 de junio de 1603)
- Giovanni Dolfin (24 de noviembre de 1604 - 1 de junio de 1605)
- Roberto Bellarmino, S.J. (1 de junio de 1605 - 31 de agosto de 1621)
- Antonio Zapata y Cisneros (20 de junio de 1605 - 5 de junio de 1606)
- Vacante (1606 - 1617)
- Roberto Ubaldini (3 aprile 1617 - 3 de julio de 1617)
- Francesco Sforza di Santa Fiora (13 de noviembre de 1617 - 5 de marzo de 1618)
- Vacante (1623 - 1670)
- Francesco Maria Mancini (14 de mayo de 1670 - 29 de junio de 1672)
- Francesco Nerli (25 de septiembre de 1673 - 17 de noviembre de 1704)
- Vacante (1704 - 1716)
- Nicola Grimaldi (8 de junio de 1716 - 25 de octubre de 1717)
- Giovanni Battista Altieri (20 de noviembre de 1724 - 26 de enero de 1739)
- Vincenzo Bichi (29 de agosto de 1740 - 20 de mayo de 1743)
- Fortunato Tamburini, O.S.B. Cas. (23 de septiembre de 1743 - 9 de abril de 1753)
- Luigi Mattei (10 de diciembre de 1753 - 5 de abril de 1756)
- Alberico Archinto (24 de mayo de 1756 - 20 de septiembre de 1756)
- Andrea Corsini (11 de septiembre de 1769 - 15 de julio de 1776)
- Vacante (1776 - 1801)
- Título suprimido en 1801